# خميرة الحقد (رواية)
خميرة الحقد (بالإنجليزية: Leaven of Malice)‏ هي ثاني رواية في ثلاثية سالترتون للكاتب الكندي روبرتسون ديفيز، نشرت عام 1954، عن دار نشر كلارك إروين.